# 让-皮埃尔·朱迪切利
让-皮埃尔·朱迪切利（法語：Jean-Pierre Giudicelli，1943年2月20日—2024年4月29日），法国男子现代五项运动员。他曾代表法国参加1968年和1972年夏季奥林匹克运动会现代五项比赛，获得一枚铜牌。在2024年4月逝世。